# Andrea Martin

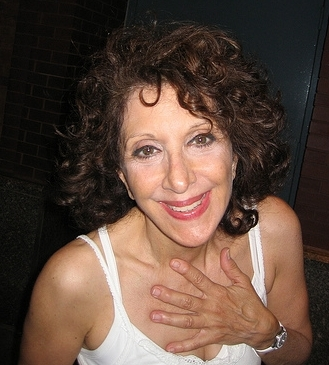
Andrea Martin (2008)

Andrea Louise Martin (* 15. Januar 1947 in Portland, Maine) ist eine US-amerikanische Schauspielerin und Komödiantin armenischer Herkunft.

## Leben
Andrea Martin wurde 1947 in Portland im Bundesstaat Maine als Tochter von Sybil A. (geb. Manoogian) und John Papazian Martin als ältestes von drei Kindern geboren. Ihre Großeltern waren armenische Immigranten, die in den frühen 1900er Jahren aus der Türkei in die Vereinigten Staaten geflohen sind, um dem Völkermord an den Armeniern zu entkommen.
Ihre ersten Erfolge feierte sie in den 1970ern in Kanada mit den Filmen Cannibal Girls – Der Film mit der Warnglocke und Jessy – Die Treppe in den Tod.
1992 hatte Andrea Martin ihr Broadway-Debüt in dem Musical My Favorite Year, für das sie mit mehreren Preisen, unter anderem mit einem Tony Award, ausgezeichnet wurde. Seitdem hat sie in mehreren Musicals mitgespielt. Darüber hinaus war sie in einer Folge der Science-Fiction-Serie Star Trek: Deep Space Nine zu sehen. Darüber hinaus feierte sie auch in Deutschland einen großen Erfolg in der Rolle der Tante Voula in dem 2002 erschienenen Independent-Film My Big Fat Greek Wedding – Hochzeit auf griechisch.
Mit ihrem Ex-Mann, dem kanadischen Drehbuchautor Bob Dolman, hat sie zwei Söhne (* 1981 und * 1983).

## Filmografie (Auswahl)

### Filme
- 1973: Cannibal Girls – Der Film mit der Warnglocke (Cannibal Girls)
- 1974: Jessy – Die Treppe in den Tod (Black Christmas)
- 1980: Oh, Moses! (Wholly Moses!)
- 1986: Club Paradise
- 1987: Die Reise ins Ich (Innerspace)
- 1991: Stepping Out
- 1991: Mein Weihnachtswunsch (All I Want for Christmas)
- 1995: Harrison Bergeron – IQ Runner (Harrison Bergeron, Fernsehfilm)
- 1996: Bogus
- 1997: Anastasia (Stimme)
- 1997: Wag the Dog – Wenn der Schwanz mit dem Hund wedelt (Wag the Dog)
- 1998: Rugrats – Der Film (Rugrats – The Movie, Stimme)
- 1999–2001: The New Woody Woodpecker Show (sieben Folgen, Stimme)
- 2000: Loser – Auch Verlierer haben Glück (Loser)
- 2001: Hedwig and the Angry Inch
- 2001: Ein Kuss mit Folgen (Prince Charming, Fernsehfilm)
- 2001: Jimmy Neutron – Der mutige Erfinder (Jimmy Neutron: Boy Genius, Stimme)
- 2002: My Big Fat Greek Wedding – Hochzeit auf griechisch (My Big Fat Greek Wedding)
- 2004: Ein verrückter Tag in New York (New York Minute)
- 2005: The Producers
- 2006: The TV Set
- 2006: Bärenbrüder 2 (Brother Bear 2)
- 2006: Black Christmas
- 2016: My Big Fat Greek Wedding 2
- 2018: Ein Rezept für die Liebe (Little Italy)
- 2023: My Big Fat Greek Wedding – Familientreffen (My Big Fat Greek Wedding 3)

### Fernsehserien
- 1976–1981: Second City TV (73 Folgen)
- 1981–1983: SCTV Network 90 (38 Folgen)
- 1983–1984: SCTV Channel (18 Folgen)
- 1987: Roxie (sechs Folgen)
- 1988: The Completely Mental Misadventures of Ed Grimley (13 Folgen, Stimme)
- 1989: Die Tracey Ullman Show (The Tracey Ullman Show, eine Folge)
- 1989–2009: Sesamstraße (Sesame Street, sieben Folgen, Rolle und Stimme)
- 1992: Maniac Mansion (eine Folge)
- 1992: Darkwing Duck (eine Folge, Stimme)
- 1992: Goofy und Max ((Disney’s) Goof Troop, eine Folge, Stimme)
- 1992–2002: Rugrats (sechs Folgen, Stimme)
- 1994: Batman (The Adventures of Batman & Robin, eine Folge, Stimme)
- 1994: Aaahh!!! Monster (AAAHH!!! Real Monsters, zwei Folgen, Stimme)
- 1995: Star Trek: Deep Space Nine (eine Folge)
- 1995–1996: Earthworm Jim (11 Folgen, Stimme)
- 1997: Disneys Große Pause (Recess, Stimme)
- 1997: Die Simpsons (The Simpsons, eine Folge, Stimme)
- 1998: Damon (sieben Folgen)
- 1998: CatDog (eine Folge, Stimme)
- 1998: Expedition der Stachelbeeren (The Wild Thornberrys, eine Folge, Stimme)
- 1998–1999: Hercules (fünf Folgen, Stimme)
- 1998–2000: Superman (Superman: The Animated Series, vier Folgen, Stimme)
- 1999: Abenteuer mit Timon und Pumbaa (Timon & Pumbaa, eine Folge, Stimme)
- 1999: Outer Limits – Die unbekannte Dimension (The Outer Limits, eine Folge)
- 2002: Ed – Der Bowling-Anwalt (Ed, eine Folge)
- 2002: Crossing Jordan – Pathologin mit Profil (Crossing Jordan, eine Folge)
- 2002: Just for Laughs – Die Lachattacke (Juste pour rire : Les gags)
- 2003: My Big Fat Greek Life (sieben Folgen)
- 2003–2007: Kim Possible (11 Folgen, Stimme)
- 2005: Hope and Faith (eine Folge)
- 2009: Nurse Jackie (eine Folge)
- 2010: Unsere kleine Moschee (Little Mosque on the Prairie, eine Folge)
- 2010: Dino Dan (drei Folgen)
- 2012: 30 Rock (eine Folge)
- 2013: Crash & Bernstein (eine Folge)
- 2017–2019: The Good Fight (6 Episoden)
- 2021: Evil (Fernsehserie, 6 Episoden)
- seit 2022: Only Murders in the Building